# Марија Прља
Марија Прља (рођена 11. децембра 1987. године у Београду) је српска кошаркашица која игра на позицији бека. Са Црвеном звездом је освојила национални куп као и две титуле првака Србије.

## Каријера
Сениорску каријеру је почела у Вождовцу. Након тога је променила већи број клубова у Србији али и региону. 2016. године се из Румуније враћа у Србију где потписује за Црвену звезду. Са Звездом је освојила Куп Милана Циге Васојевића 2017. године. Исте сезоне је освојила и титулу првака Србије. У следећој сезони била је део екипе која је дошла до тридесете националне титуле у историји клуба.